# ديزي ريد
ديزي ريد (بالإنجليزية: Dizzy Reed)‏ هو مغني وعازف بيانو وكاتب أغاني وموسيقي أمريكي، ولد في 18 يونيو 1963 في هينديل في الولايات المتحدة.

## وصلات خارجية
- الموقع الرسمي
- ديزي ريد على موقع IMDb (الإنجليزية)
- ديزي ريد على موقع ميوزك برينز (الإنجليزية)
- ديزي ريد على موقع أول ميوزيك (الإنجليزية)
- ديزي ريد على موقع ديسكوغز (الإنجليزية)
- ديزي ريد على موقع قاعدة بيانات الفيلم (الإنجليزية)